# Mika Ozawa
Mika Ozawa (en japonais : 小澤美夏) est une patineuse de vitesse sur piste courte japonaise.

## Biographie
Elle participe aux épreuves de patinage de vitesse sur piste courte aux Jeux olympiques de 2006 et au patinage de vitesse sur piste courte aux Jeux olympiques de 2010. Au cours de ces deux olympiades, son équipe arrive septième du relais.